# Bitwa o Stony Point
Bitwa pod Stoney Point – potyczka stoczona podczas wojny o niepodległość Stanów Zjednoczonych.

## Przed bitwą
Siły brytyjskie:
Pod koniec maja 1779 roku generał Henry Clinton wysłał żołnierzy na północ z zamiarem zaatakowania Amerykanów. 1 czerwca Brytyjczycy zaczęli się okopywać w Stoney Point. Stoney Point był garnizonem 17 pułku piechoty, który został później wsparty przez 71 pułk grenadierów. Brytyjczykami dowodził Henry Johnson.
Siły amerykańskie:
Amerykanami dowodził generał Anthony Wayne, zebrano siły 1500 żołnierzy Armii Kontynentalnej.
Siły amerykańskie stworzyły korpus z różnych jednostek piechoty z regimentów z Virginii, Massachusetts, Północnej Karoliny i Pensylwanii. Według XVIII-wiecznych reguł 1500 ludzi to za mało, żeby przeprowadzić atak, ale dowódcy amerykańscy zauważyli fatalny błąd w umocnieniach Stoney Point, lukę, którą Amerykanie wykorzystali i właśnie tam zaatakowali z zaskoczenia.

## Bitwa
Bitwa rozpoczęła się od skoordynowanego ataku piechoty Armii Kontynentalnej o północy, która była podzielona na kolumny atakujące. Był to atak z zaskoczenia. Doszło do walki na bagnety o ufortyfikowane pozycje brytyjskie. Po kilku minutach walki kolumna Wayne'a przebiła się przez pierwsze umocnienia brytyjskie. Druga kolumna pod dowództwem Butlera przebiła się w tym samym czasie, odcinając 17 pułk piechoty. W starciu ranny był Anthony Wayne, który został uderzony w głowę. Co najdziwniejsze walki trwały tylko pół godziny, głównie dzięki elementowi zaskoczenia.
Siły w tym starciu wynosiły 1500 żołnierzy Armii Kontynentalnej i 750 brytyjskich obrońców fortu. Straty po stronie Amerykanów wynosiły mniej więcej 100 zabitych i rannych, straty brytyjskie to również około 100 zabitych i rannych żołnierzy i ponad 500 wziętych do niewoli.
Starcie było decydującym zwycięstwem w koloniach północnych, ponieważ była to ostatnia większa potyczka, co poprawiło wiarę Kolonistów w zwycięstwo.